# Hemilepistus reaumuri
Hemilepistus reaumuri is een pissebed uit de familie Trachelipodidae. De wetenschappelijke naam van de soort is voor het eerst geldig gepubliceerd in 1826 door Audouin.